# Klaus Enders
Klaus Enders (Wetzlar, 2 maggio 1937 – Aßlar, 20 gennaio 2019) è stato un pilota motociclistico tedesco.
Ha vinto nel contesto del motomondiale sei titoli nella classe sidecar e quattro Sidecar Tourist Trophy

## Carriera
Dopo aver iniziato a competere nelle categorie juniores tra i sidecar, ottenendo il titolo nazionale tedesco nel 1963, ha debuttato nel motomondiale in singolo, nella classe 500 del Gran Premio motociclistico di Germania 1964 ottenendo il settimo posto.
Dopo aver ottenuto i primi punti iridati nel motomondiale 1966, Enders vinse sei campionati del mondo nell'arco di otto stagioni, tra il 1967 e il 1974 correndo la maggior parte delle gare in coppia con Ralf Engelhardt e Wolfgang Kalauch (quest'ultimo già compagno di equipaggio di Helmut Fath con cui aveva già vinto titoli iridati) su sidecar BMW. Nel 1971 decise di partecipare a competizioni automobilistiche ma, visti gli scarsi risultati, nel 1972 tornò ai sidecar e vinse il suo quarto titolo mondiale (sempre con co-pilota Engelhardt), ripetendosi l'anno successivo, vincendo tutte le sette gare a cui partecipò. La sua striscia iridata si concluse nel 1974 quando riuscì a superare per soli due punti la König 2 tempi di Schwärzel/Kleis.
Lasciate le competizioni del motomondiale al termine della vittoriosa stagione del 1974, nel 1976 tentò vanamente un rientro nelle competizioni ma venne fermato nel suo intento da un incidente alla prima prova del campionato.

## Risultati nel motomondiale

### Classe 500
| 1964 | Classe | Moto   |  |    |    |  |  |  |   |  |  |  |  |    | Punti | Pos. |
| ---- | ------ | ------ |  | -- | -- |  |  |  | - |  |  |  |  | -- | ----- | ---- |
| 1964 | 500    | Norton |  | NE | NE |  |  |  | 7 |  |  |  |  | NE | 0     |      |

| Legenda | 1º posto        | 2º posto            | 3º posto            | A punti      | Senza punti        | Grassetto – Pole position Corsivo – Giro più veloce |
| Legenda | Gara non valida | Non qual./Non part. | Ritirato/Non class. | Squalificato | '-' Dato non disp. | Grassetto – Pole position Corsivo – Giro più veloce |

### Classe sidecar
| 1966 | Classe  | Moto |    |   |   |   |   |    |    |    |    |   |    |    |  | Punti | Pos. |
| ---- | ------- | ---- | -- | - | - | - | - | -- | -- | -- | -- | - | -- | -- |  | ----- | ---- |
| 1966 | sidecar | BMW  | NE | - | - | 7 | 4 | NE | NE | NE | NE | 4 | AN | NE |  | 6     | 5º   |

| 1967 | Classe  | Moto |   |   |   |   |   |   |    |    |   |    |     |    |    | Punti   | Pos. |
| ---- | ------- | ---- | - | - | - | - | - | - | -- | -- | - | -- | --- | -- | -- | ------- | ---- |
| 1967 | sidecar | BMW  | 2 | 1 | 1 | 2 | 1 | 1 | NE | NE | 1 | NE | Rit | NE | NE | 40 (52) | 1º   |

| 1968 | Classe  | Moto |     |    |   |   |   |    |    |     |    |    |  |  |  | Punti | Pos. |
| ---- | ------- | ---- | --- | -- | - | - | - | -- | -- | --- | -- | -- |  |  |  | ----- | ---- |
| 1968 | sidecar | BMW  | Rit | NE | 8 | 2 | - | NE | NE | Rit | NE | NE |  |  |  | 12    | 6º   |

| 1969 | Classe  | Moto |    |   |   |   |     |   |    |    |   |   |    |    |  | Punti   | Pos. |
| ---- | ------- | ---- | -- | - | - | - | --- | - | -- | -- | - | - | -- | -- |  | ------- | ---- |
| 1969 | sidecar | BMW  | NE | 1 | - | 1 | Rit | 2 | NE | NE | 1 | 1 | NE | NE |  | 60 (72) | 1º   |

| 1970 | Classe  | Moto |     |   |    |   |     |     |    |   |   |   |    |    |  | Punti | Pos. |
| ---- | ------- | ---- | --- | - | -- | - | --- | --- | -- | - | - | - | -- | -- |  | ----- | ---- |
| 1970 | sidecar | BMW  | Rit | 1 | NE | 1 | Rit | Rit | NE | 1 | 1 | 1 | NE | NE |  | 75    | 1º   |

| 1972 | Classe  | Moto      |  |  |   |    |     |    |   |   |    |   |    |   |    | Punti | Pos. |
| ---- | ------- | --------- |  |  | - | -- | --- | -- | - | - | -- | - | -- | - | -- | ----- | ---- |
| 1972 | sidecar | Busch-BMW |  |  | 1 | NE | Rit | NE | 1 | 1 | NE | 1 | NE | 2 | NE | 72    | 1º   |

| 1973 | Classe  | Moto      |   |   |   |    |   |    |   |   |   |    |  |    |  | Punti    | Pos. |
| ---- | ------- | --------- | - | - | - | -- | - | -- | - | - | - | -- |  | -- |  | -------- | ---- |
| 1973 | sidecar | Busch-BMW | 1 | 1 | 1 | AN | 1 | NE | 1 | 1 | 1 | NE |  | NE |  | 75 (105) | 1º   |

| 1974 | Classe  | Moto      |    |   |     |   |     |   |   |    |    |   |    |    |  | Punti | Pos. |
| ---- | ------- | --------- | -- | - | --- | - | --- | - | - | -- | -- | - | -- | -- |  | ----- | ---- |
| 1974 | sidecar | Busch-BMW | NQ | 2 | Rit | 1 | Rit | 1 | 2 | NE | NE | 2 | NE | NE |  | 66    | 1º   |

| Legenda | 1º posto        | 2º posto            | 3º posto            | A punti      | Senza punti        | Grassetto – Pole position Corsivo – Giro più veloce |
| Legenda | Gara non valida | Non qual./Non part. | Ritirato/Non class. | Squalificato | '-' Dato non disp. | Grassetto – Pole position Corsivo – Giro più veloce |